# Activitat de les seleccions esportives catalanes - 2010
De l'activitat de les seleccions esportives catalanes de l'any 2010 destaca l'èxit de la selecció catalana d'hoquei sobre patins masculina, que va guanyar per primera vegada la Copa Amèrica i per cinquena la Golden Cup i la selecció catalana de pitch and putt, que va aconseguir per primera vegada el Campionat d'Europa.
La selecció catalana de corfbol va aconseguir la seva millor classificació històrica en un campionat d'Europa, amb la cinquena posició.
La selecció catalana de biketrial va debutar al campionat del món de manera oficial guanyant la competició de seleccions i quatre de les set categories individuals.
El mes de maig la Plataforma Pro Seleccions Esportives Catalanes va organitzar la cinquena edició del Dia de les seleccions catalanes, a Tortosa.
Resultats de les seleccions esportives catalanes 2010:
| Febrer 2010 |       |         |                       |           |        |       |         |                   |
| 14          | Rugbi | Amistós | Sant Boi de Llobregat | Catalunya | Suècia | 17-21 | Masculí | [ 7 ] [ 8 ] [ 9 ] |

| Març 2010 |                |                    |                           |  |                                     |             |      |               |
| 12        | Pitch and putt | Triangular amistós | Sant Andreu de Llavaneres |  | Catalunya · Països Baixos · Andorra | 27 11,5 6,5 | Mixt | [ 10 ] [ 11 ] |

| Abril 2010 |         |                             |               |           |               |        |          |               |
| 15-17      | Bowling | Mediterranean Challenge Cup | Pafos (Xipre) | Catalunya | 10 seleccions | [ 12 ] | Masc/Fem | [ 13 ] [ 14 ] |

| Maig 2010 |                   |                     |                      |           |               |       |         |               |
|           |                   |                     |                      |           |               |       |         |               |
| 4         | Futbol sala       | Campionat d'Europa  | Gusev (Rússia)       | Catalunya | Rep. Txeca    | 1-3   | Masculí | [ 15 ]        |
| 6         | Futbol sala       | Campionat d'Europa  | Kaliningrad (Rússia) | Catalunya | Belarús       | 0-4   | Masculí | [ 16 ]        |
| 7         | Futbol sala       | Campionat d'Europa  | Kaliningrad (Rússia) | Catalunya | Israel        | 5-1   | Masculí | [ 17 ]        |
| 8         | Futbol sala       | Campionat d'Europa  | Kaliningrad (Rússia) | Catalunya | Letònia       | 3-4   | Masculí | [ 18 ]        |
| 23        | Basquetbol        | Copa de les Nacions | Durango (País Basc)  | Catalunya | Lituània      | 79-52 | Femení  | [ 19 ]        |
| 24        | Basquetbol        | Copa de les Nacions | Durango (País Basc)  | Catalunya | Galícia       | 76-52 | Femení  | [ 20 ]        |
| 29        | Futbol sala       | Amistós             | Tortosa              | Catalunya | Suècia        | 3-2   | Masculí | [ 21 ] [ 22 ] |
| 29        | Tennis taula      | Amistós             | Tortosa              | Catalunya | França        | 3-0   | Femení  | [ 22 ] [ 23 ] |
| 29        | Estirada de corda | Amistós             | Tortosa              | Catalunya | País Basc     | 0-2   | Masculí | [ 24 ]        |
| 29        | Corfbol           | Amistós             | Tortosa              | Catalunya | Països Baixos | 15-21 | Mixt    | [ 22 ] [ 25 ] |
| 30        | Corfbol           | Amistós             | Tortosa              | Catalunya | Països Baixos | 15-14 | Mixt    | [ 26 ]        |

| Juny 2010 |               |              |        |           |            |      |         |                             |
| 17        | Hoquei patins | Golden Cup   | Blanes | Catalunya | França     | 5-1  | Masculí | [ 27 ]                      |
| 18        | Hoquei patins | Golden Cup   | Blanes | Catalunya | França     | 3-2  | Femení  | [ 28 ] [ 29 ]               |
| 18        | Hoquei patins | Golden Cup   | Blanes | Catalunya | Blanes HC  | 6-4  | Masculí | [ 30 ]                      |
| 19        | Hoquei patins | Golden Cup   | Blanes | Catalunya | Argentina  | 4-2  | Femení  | [ 31 ]                      |
| 19        | Hoquei patins | Golden Cup   | Blanes | Catalunya | Xile       | 5-2  | Femení  | [ 32 ]                      |
| 19        | Hoquei patins | Golden Cup   | Blanes | Catalunya | Argentina  | 6-3  | Masculí | [ 33 ] [ 34 ]               |
| 20        | Hoquei patins | Golden Cup   | Blanes | Catalunya | Blanes HC  | 3-0  | Masculí | [ 35 ]                      |
| 21        | Hoq. patins   | Copa Amèrica | Vic    | Catalunya | Uruguai    | 9-1  | Masculí | [ 37 ] [ 38 ] [ 39 ] [ 40 ] |
| 22        | Hoquei patins | Copa Amèrica | Vic    | Catalunya | Brasil     | 3-0  | Femení  | [ 41 ]                      |
| 22        | Hoquei patins | Copa Amèrica | Vic    | Catalunya | Xile       | 4-1  | Masculí | [ 42 ] [ 43 ]               |
| 23        | Hoquei patins | Copa Amèrica | Vic    | Catalunya | Argentina  | 0-4  | Femení  | [ 44 ] [ 45 ]               |
| 23        | Hoquei patins | Copa Amèrica | Vic    | Catalunya | Costa Rica | 6-1  | Masculí | [ 46 ] [ 47 ]               |
| 24        | Hoquei patins | Copa Amèrica | Vic    | Catalunya | Equador    | 8-1  | Masculí | [ 48 ] [ 49 ]               |
| 25        | Hoquei patins | Copa Amèrica | Vic    | Catalunya | Sud-àfrica | 13-0 | Femení  | [ 50 ]                      |
| 26        | Hoquei patins | Copa Amèrica | Vic    | Catalunya | Alemanya   | 5-0  | Femení  | [ 51 ] [ 52 ]               |
| 26        | Hoquei patins | Copa Amèrica | Vic    | Catalunya | Brasil     | 9-1  | Masculí | [ 53 ] [ 54 ]               |
| 27        | Hoquei patins | Copa Amèrica | Vic    | Catalunya | Argentina  | 1-2  | Femení  | [ 55 ]                      |
| 27        | Hoquei patins | Copa Amèrica | Vic    | Catalunya | Argentina  | 3-0  | Masculí | [ 1 ] [ 56 ] [ 57 ] [ 58 ]  |

| Juliol 2010 |            |                     |                                         |            |                 |       |         |               |
| 2           | Basquetbol | Copa de les Nacions | Lugo (Galícia)                          | Catalunya  | País Basc       | 76-72 | Masculí |               |
| 3           | Basquetbol | Copa de les Nacions | Lugo (Galícia)                          | Catalunya  | Lituània        | 78-67 | Masculí |               |
| 10          | Rugbi a 13 | Amistós             | Praga (R. Txeca)                        | Rep. Txeca | Catalunya       | 16-66 | Masculí | [ 59 ] [ 60 ] |
| 17 31       | Biketrial  | Campionat del Món   | Vilanova de Prades DarfoBoario (Itàlia) | Catalunya  | Div. seleccions | Camp. | Equips  | [ 61 ] [ 62 ] |

| Agost 2010 |              |                    |                     |                   |               |       |         |        |
| 5-8        | Twirling     | Campionat del Món  | Bergen (Noruega)    | Catalunya         | 17 seleccions | 8ens  | Mixt    |        |
| 13-21      | Bowling      | Campionat del Món  | Múnic (Alemanya)    | Catalunya         | 65 seleccions | 34ens | Masculí | [ 65 ] |
| 13         | Hoquei línia | Torneig amistós    | Darien (EUA)        | Michigan          | Catalunya     | 3-2   | Femení  | [ 67 ] |
| 13         | Hoquei línia | Torneig amistós    | Darien (EUA)        | Carolina del Nord | Catalunya     | 1-1   | Femení  | [ 67 ] |
| 14         | Hoquei línia | Torneig amistós    | Darien (EUA)        | Califòrnia        | Catalunya     | 8-2   | Femení  | [ 67 ] |
| 14         | Hoquei línia | Torneig amistós    | Darien (EUA)        | Colorado          | Catalunya     | 6-0   | Femení  | [ 67 ] |
| 27         | Fistbol      | Campionat d'Europa | Ermatingen (Suïssa) | Catalunya         | Sèrbia        | 0-3   | Masculí | [ 68 ] |
| 28         | Fistbol      | Campionat d'Europa | Ermatingen (Suïssa) | Catalunya         | Rep. Txeca    | 2-3   | Masculí | [ 68 ] |
| 28         | Fistbol      | Campionat d'Europa | Ermatingen (Suïssa) | Rep. Txeca        | Catalunya     | 3-0   | Masculí | [ 68 ] |
| 29         | Fistbol      | Campionat d'Europa | Ermatingen (Suïssa) | Sèrbia            | Catalunya     | 3-1   | Masculí | [ 68 ] |

| Setembre 2010 |                |                    |               |           |                |       |         |               |
| 25            | Rugbi          | Amistós            | Barcelona     | Catalunya | França Classic | 12-29 | Masculí | [ 69 ] [ 70 ] |
| 25            | Pitch and putt | Campionat d'Europa | Lloret de Mar | Catalunya | Suïssa         | 7-2   | Masculí | [ 71 ]        |
| 25            | Pitch and putt | Campionat d'Europa | Lloret de Mar | Catalunya | Països Baixos  | 8-1   | Masculí | [ 71 ]        |
| 26            | Pitch and putt | Campionat d'Europa | Lloret de Mar | Catalunya | Irlanda        | 5-4   | Masculí | [ 3 ] [ 72 ]  |

| Octubre 2010 |                |                    |                    |               |               |       |         |               |
| 2            | Fut. australià | Campionat d'Europa | Parabiago (Itàlia) | Itàlia        | Catalunya     | 39-0  | Masculí | [ 73 ]        |
| 2            | Fut. australià | Campionat d'Europa | Parabiago (Itàlia) | Països Baixos | Catalunya     | 43-6  | Masculí | [ 73 ]        |
| 2            | Fut. australià | Campionat d'Europa | Parabiago (Itàlia) | Escòcia       | Catalunya     | 49-15 | Masculí | [ 73 ]        |
| 2            | Fut. australià | Campionat d'Europa | Parabiago (Itàlia) | Rep. Txeca    | Catalunya     | 21-14 | Masculí | [ 73 ]        |
| 15-24        | Bowling        | Copa del Món       | França             | Catalunya     | 91 seleccions |       | Mixt    | [ 74 ] [ 75 ] |
| 22           | Corfbol        | Campionat d'Europa | Països Baixos      | Catalunya     | Escòcia       | 35-7  | Mixt    |               |
| 23           | Corfbol        | Campionat d'Europa | Països Baixos      | Catalunya     | Bèlgica       | 12-29 | Mixt    | [ 76 ]        |
| 24           | Corfbol        | Campionat d'Europa | Països Baixos      | Catalunya     | Polònia       | 23-5  | Mixt    | [ 77 ]        |
| 26           | Corfbol        | Campionat d'Europa | Països Baixos      | Catalunya     | Txèquia       | 17-18 | Mixt    | [ 78 ]        |
| 27           | Corfbol        | Campionat d'Europa | Països Baixos      | Catalunya     | Portugal      | 12-25 | Mixt    | [ 79 ]        |
| 28           | Corfbol        | Campionat d'Europa | Països Baixos      | Catalunya     | Rússia        | 19-15 | Mixt    | [ 80 ]        |
| 29           | Corfbol        | Campionat d'Europa | Països Baixos      | Catalunya     | Anglaterra    | 21-16 | Mixt    | [ 4 ] [ 81 ]  |
| 25-31        | Bowling        | Campionat d'Europa | Turquia            | Catalunya     |               |       | Mixt    | [ 82 ]        |

| Novembre 2010 |                  |                   |        |           |               |     |      |        |
| 12-13         | Físic-culturisme | Campionat del Món | Sitges | Catalunya | 11 seleccions | 1rs | Mixt | [ 83 ] |

| Desembre 2010 |        |         |           |           |          |     |         |        |
| 28            | Futbol | Amistós | Barcelona | Catalunya | Hondures | 4-0 | Masculí | [ 84 ] |

- En negreta els esports on les seleccions catalanes tenen el reconeixement internacional oficial.
- En negreta els campionats del món i continentals oficials.